# نوپسرها فلاوونوتوم
نوپسرها فلاوونوتوم یک گونه سوسک از خانوادهٔ سوسک‌های شاخک‌دراز است. پروفسور پر اولوف کریستوفر آوریویلیوس در سال ۱۹۱۵ این گونه را توصیف و بررسی کرد. این گونه در کشورهای  اوگاندا، کنگو و کنیا یافت شده است.

## زیرگونه‌ها
- Nupserha flavonotum occidentalis Breuning، 1961
- Nupserha flavonotum flavonotum (Aurivillius، 1915)